# Acénaphtylène
L'acenaphtylène est un hydrocarbure aromatique polycyclique (HAP) constitué d'une molécule de  naphtalène dont les carbones 1 et 8 sont reliés par un pont éthylénique. Il se présente sous la forme de poudre cristalline blanche à jaune qui, contrairement à la plupart des hydrocarbures aromatiques polycycliques, n'est pas fluorescente.
C'est un constituant du goudron, et on le trouve aussi dans la houille ainsi qu'en très faible quantité dans le pétrole. La réduction du pont éthylénique donne le composé voisin, l'acénaphtène.

## Propriétés physico-chimiques
L'acénaphtylène est presque insoluble dans l'eau, mais est en revanche soluble dans le benzène, l'éther, le chloroforme et dans l'alcool à chaud. L'acénaphtylène a des propriétés mutagènes, toxiques et irritantes.

## Utilisation
L'acénaphtylène est essentiellement réduit en acénaphtène qui est nécessaire à la synthèse de l'anhydride naphtalique et à la fabrication de matière plastiques, de colorants, de pigments de couleur, d'insecticides et de produits pharmaceutiques.

La polymérisation de ce composé donne des polymères ayant d'excellentes propriétés thermiques et mécaniques: la polymérisation de l'acénaphtylène avec l'acétylène en présence d'un acide de Lewis donne un polymère conducteur utilisé comme finition anti-statique pour les plastiques, la cocondensation avec le phénol et le formaldéhyde forme des résines résistantes du point de vue chimique et thermique. L'acénaphtylène est un excellent anti-oxydant pour le caoutchouc à base d'éthylène et de propylène.

## Production et synthèse
L'acénaphtylène est disponible dans le goudron à une concentration d'environ 2 % et peut être synthétisé par déshydrogénation catalytique de l'acénaphtène.